# Symphonie en si bémol majeur de Chausson
La symphonie en si bémol majeur op. 20 d'Ernest Chausson, la seule du compositeur (il en commença une autre en 1899, l'année de sa mort, qui resta donc à l'état d'esquisse), a été écrite entre septembre 1889 et décembre 1890.

## Historique
Chausson était un compositeur peu prolifique, l'ensemble de son œuvre ne comportant que 39 numéros d'opus. Ses partitions orchestrales sont rares et il n'avait alors écrit qu'un poème symphonique de jeunesse Viviane et son Poème de l'amour et de la mer qu'il a débuté en 1882 et qu'il n'achève que deux ans après sa symphonie.
Celle-ci se situe à la croisée des influences de César Franck, qui fut professeur de Chausson, et de Wagner, dans une tradition germanique d'orchestration et de chromatisme, mais qu'illumine un lyrisme particulier. Elle se situe également dans le renouveau symphonique français des années 1880 (avec, outre Franck, Camille Saint-Saëns, Édouard Lalo, Albéric Magnard et Vincent d'Indy). Elle s'ouvre sur une lente et sombre introduction, qui semble évoquer des âges sombres et oubliés, qui monte en un irrésistible crescendo débouchant sur une partie enfin lumineuse et enjouée. Le lyrisme revient dans le deuxième mouvement, émouvant et plein d'une noble douleur, mais néanmoins d'exécution difficile pour l'orchestre, au point d'effrayer le chef d'orchestre Édouard Colonne.
Le dernier mouvement fait entendre de puissants motifs, comme une marche à la guerre, et en reprenant le procédé cyclique développé par Franck, procède au rappel des thèmes précédents de la symphonie ; presque au même moment, Bruckner faisait de même dans la monumentale conclusion de sa Huitième symphonie. Le motif du début de ce dernier mouvement fut utilisé comme musique de générique pour les épisodes des "Dossiers de l'Histoire" d'Henri Guillemin consacrés à la Commune de Paris à l'occasion du centenaire de 1971 (à la Télévision Suisse Romande).
La symphonie fut créée sous la direction du compositeur le 18 avril 1891 à la salle Érard. D'abord accueillie avec un relatif succès, elle connut un triomphe lorsque Arthur Nikisch la dirigea en 1897 avec l'Orchestre Philharmonique de Berlin à Paris, et est depuis devenue une œuvre incontournable de la musique symphonique française, qui traversait dans ces années 1880-1890 une riche période.

## Structure
Dédiée au peintre Henri Lerolle, son beau-frère, elle est en trois mouvements comme la plupart des symphonies françaises du temps :
- I. Lent - Allegro vivo
- II. Très lent
- III. Animé

Son exécution demande un peu plus d'une demi-heure.

## Instrumentation
La partition comporte 2 flûtes, piccolo, 2 hautbois, cor anglais, 2 clarinettes en si bémol, clarinette basse, 3 bassons, 4 cors en fa, 4 trompettes, 3 trombones, tuba, timbales, 2 harpes et cordes.

## Enregistrements
(décembre 2008).
Si vous disposez d'ouvrages ou d'articles de référence ou si vous connaissez des sites web de qualité traitant du thème abordé ici, merci de compléter l'article en donnant les références utiles à sa vérifiabilité et en les liant à la section « Notes et références ».
- Boston Symphony Orchestra, Charles Munch (Boston, 26 février 1962, RCA)

### Ouvrages généraux
- Marc Honegger, Dictionnaire de la musique : les hommes et leurs œuvres, t. 1, Paris, Bordas, 1970, 590 p. (BNF 35111352)
- François-René Tranchefort (direction), Guide  de la Musique Symphonique, Paris, Fayard, coll. « Les indispensables de la musique », 1998 (1re éd. 1986), 896 p. (ISBN 2-213-01638-0), p. 169.

### Monographies
- Jean Gallois, Ernest Chausson, Paris, Fayard, 1994, 605 p. (ISBN 978-2-213-03199-6).